# Haworthia fasciata
Haworthia fasciata ist eine Pflanzenart der Gattung Haworthia in der Unterfamilie der Affodillgewächse (Asphodeloideae).

## Beschreibung
Haworthia fasciata wächst stammlos und sprosst. Die 60 bis 80 aufrechten, einwärtsgebogen Laubblätter bilden eine Rosette mit einem Durchmesser von bis zu 15 Zentimetern und einer Wuchshöhe von 18 Zentimetern. Die Blattspreite ist bis zu 6 Zentimeter lang und 1,5 Zentimeter breit. Auf der Blattunterseite befinden sich weiße Warzen. Die Blattoberfläche ist rau.
Der einfache oder gelegentlich verzweigte Blütenstand erreicht eine Länge von bis zu 30 Zentimetern. Die verkehrt kopfige Blütenröhre ist gebogen und die Perigonblätter zurückgerollt. 

## Systematik und Verbreitung
Haworthia fasciata ist in der südafrikanischen Provinz Ostkap verbreitet.
Die Erstbeschreibung als Apicra fasciata durch Carl Ludwig von Willdenow wurde 1811 veröffentlicht. Adrian Hardy Haworth stellte die Art 1821 in die Gattung Haworthia.
Es existieren zahlreiche Synonyme.

## Nachweise